# Just Like a Woman (album av Kikki Danielsson)
Just Like a Woman är ett studioalbum av Kikki Danielsson, utgivet i mars 1981. På den svenska albumlistan nådde albumet som bäst 20:e plats.
Låten "Lättare sagt än gjort" låg på Svensktoppen i fyra veckor under perioden 7 juni–20 september 1981 (sommaruppehållet medräknat), med en femteplats som högsta placering där.
Titelspåret spelades även in av det svenska dansbandet Drifters på albumet Stanna hos mig 2010.

## Låtlista

### Sida A
| Nr | Titel                                   | Låtskrivare                    | Längd |
| -- | --------------------------------------- | ------------------------------ | ----- |
| 1. | "Just Like a Woman"                     | Lasse Holm                     | ?     |
| 2. | "Stand by Your Man"                     | Billy Sherrill                 | ?     |
| 3. | "Jag är på väg"                         | Anders Glenmark, Mona Hallberg | ?     |
| 4. | "We're All Alone"                       | Boz Scaggs                     | ?     |
| 5. | "I Love a Rainy Night"                  | David Malloy, Eddie Rabbitt    | ?     |
| 6. | "Fear of Flying"                        | Charlie Dore                   | ?     |
| 7. | "Här är jag igen (Here You Come Again)" | Barry Mann, Kikki Danielsson   | ?     |

### Sida B
| Nr  | Titel                          | Låtskrivare                     | Längd |
| --- | ------------------------------ | ------------------------------- | ----- |
| 8.  | "US of America"                | Donna Fargo                     | ?     |
| 9.  | "Lättare sagt än gjort"        | Lasse Holm                      | ?     |
| 10. | "9 to 5"                       | Dolly Parton                    | ?     |
| 11. | "Forget Me Not"                | Al Byron, Paul Evans            | ?     |
| 12. | "Listen to a Country Song"     | Al Garth, Jim Messina           | ?     |
| 13. | "Blunda och dröm"              | Lasse Holm                      | ?     |
| 14. | "Lost Without Your Love"       | Marty Cuppersmith, Gerry Goffin | ?     |
| 15. | "God morgon" (Sweets n' Chips) | Lasse Holm, Torgny Söderberg    | ?     |

## Listplaceringar
| Lista (1981) | Topplacering                |
| ------------ | --------------------------- |
| Sverige      | Sverige (Sverigetopplistan) |